# ولینکد
ولینکد (به انگلیسی: Veliyankode) یک روستا در هند است که در کرالا واقع شده‌است.

## خصوصیات
ولینکد ۲۹٬۵۹۶ نفر جمعیت دارد.